# 波斯尼亚和黑塞哥维那联邦议会

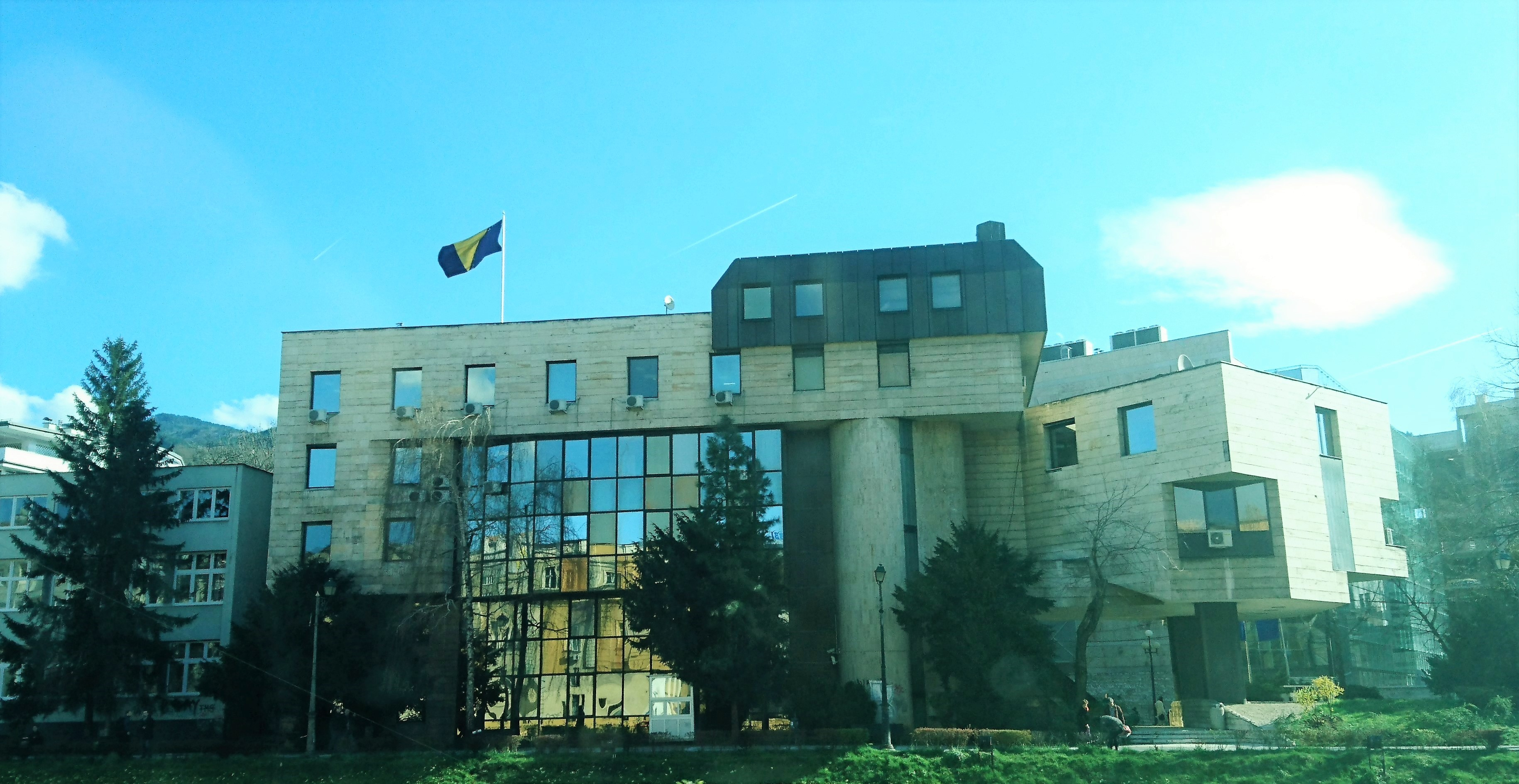
波士尼亞與赫塞哥維納聯邦議會的議會大廈

波斯尼亚和黑塞哥维那联邦议会是波士尼亞和黑塞哥維那的兩個實體其中之一的波斯尼亚和黑塞哥维那联邦（波赫聯邦）的立法机关。议会实行两院制，由波斯尼亚和黑塞哥维那联邦民族院和波斯尼亚和黑塞哥维那联邦代表院组成。每届议会任期4年。议会位於萨拉热窝。